# GSC1848-1643
GSC1848-1643 — хімічно пекулярна зоря спектрального класу A5, що має видиму зоряну величину в смузі V приблизно 10,5.
Вона  розташована на відстані близько 1160,7 світлових років від Сонця.